# 2019-es Formula–1 bahreini nagydíj
A bahreini nagydíj volt a 2019-es Formula–1 világbajnokság második futama, amelyet 2019. március 29. és március 31. között rendeztek meg a Bahrain International Circuit versenypályán, Szahírban.

## Választható keverékek
| Abroncs                  | Friss | Használt |
| ------------------------ | ----- | -------- |
| Kemény keverék (C1)      |       |          |
| Közepes keverék (C2)     |       |          |
| Lágy keverék (C3)        |       |          |
| Intermediate keverék (I) |       |          |
| Esős keverék (W)         |       |          |

## Szabadedzések

### Első szabadedzés
A bahreini nagydíj első szabadedzését március 29-én, pénteken délután tartották, magyar idő szerint 12:00-tól.
| helyezés | versenyző          | csapat/motor          | elért idő | különbség | futott kör |
| -------- | ------------------ | --------------------- | --------- | --------- | ---------- |
| 1        | Charles Leclerc    | Ferrari               | 1:30,354  | −         | 20         |
| 2        | Sebastian Vettel   | Ferrari               | 1:30,617  | +0,263    | 21         |
| 3        | Valtteri Bottas    | Mercedes              | 1:31,328  | +0,974    | 26         |
| 4        | Lewis Hamilton     | Mercedes              | 1:31,601  | +1,247    | 23         |
| 5        | Max Verstappen     | Red Bull-Honda        | 1:31,673  | +1,319    | 21         |
| 6        | Pierre Gasly       | Red Bull-Honda        | 1:31,815  | +1,461    | 17         |
| 7        | Carlos Sainz Jr.   | McLaren-Renault       | 1:31,952  | +1,598    | 28         |
| 8        | Nico Hülkenberg    | Renault               | 1:32,040  | +1,686    | 17         |
| 9        | Danyiil Kvjat      | Toro Rosso-Honda      | 1:32,339  | +1,985    | 24         |
| 10       | Kimi Räikkönen     | Alfa Romeo-Ferrari    | 1:32,385  | +2,031    | 23         |
| 11       | Daniel Ricciardo   | Renault               | 1:32,401  | +2,047    | 19         |
| 12       | Kevin Magnussen    | Haas-Ferrari          | 1:32,602  | +2,248    | 21         |
| 13       | Alexander Albon    | Toro Rosso-Honda      | 1:32,874  | +2,520    | 24         |
| 14       | Sergio Pérez       | Racing Point-Mercedes | 1:32,885  | +2,531    | 20         |
| 15       | Lando Norris       | McLaren-Renault       | 1:32,945  | +2,591    | 29         |
| 16       | Antonio Giovinazzi | Alfa Romeo-Ferrari    | 1:32,949  | +2,595    | 22         |
| 17       | Romain Grosjean    | Haas-Ferrari          | 1:32,994  | +2,640    | 22         |
| 18       | Lance Stroll       | Racing Point-Mercedes | 1:33,518  | +3,164    | 16         |
| 19       | George Russell     | Williams-Mercedes     | 1:34,188  | +3,834    | 26         |
| 20       | Robert Kubica      | Williams-Mercedes     | 1:34,253  | +3,899    | 27         |

### Második szabadedzés
A bahreini nagydíj második szabadedzését március 29-én, pénteken este tartották, magyar idő szerint 16:00-tól.
| helyezés | versenyző          | csapat/motor          | elért idő | különbség | futott kör |
| -------- | ------------------ | --------------------- | --------- | --------- | ---------- |
| 1        | Sebastian Vettel   | Ferrari               | 1:28,846  | −         | 32         |
| 2        | Charles Leclerc    | Ferrari               | 1:28,881  | +0,035    | 32         |
| 3        | Lewis Hamilton     | Mercedes              | 1:29,449  | +0,603    | 33         |
| 4        | Valtteri Bottas    | Mercedes              | 1:29,557  | +0,711    | 36         |
| 5        | Nico Hülkenberg    | Renault               | 1:29,669  | +0,823    | 32         |
| 6        | Max Verstappen     | Red Bull-Honda        | 1:29,725  | +0,879    | 34         |
| 7        | Kevin Magnussen    | Haas-Ferrari          | 1:30,000  | +1,154    | 33         |
| 8        | Lando Norris       | McLaren-Renault       | 1:30,017  | +1,171    | 25         |
| 9        | Romain Grosjean    | Haas-Ferrari          | 1:30,068  | +1,222    | 34         |
| 10       | Danyiil Kvjat      | Toro Rosso-Honda      | 1:30,093  | +1,247    | 36         |
| 11       | Carlos Sainz Jr.   | McLaren-Renault       | 1:30,192  | +1,346    | 33         |
| 12       | Pierre Gasly       | Red Bull-Honda        | 1:30,429  | +1,583    | 31         |
| 13       | Alexander Albon    | Toro Rosso-Honda      | 1:30,458  | +1,612    | 36         |
| 14       | Sergio Pérez       | Racing Point-Mercedes | 1:30,716  | +1,870    | 32         |
| 15       | Daniel Ricciardo   | Renault               | 1:30,848  | +2,002    | 30         |
| 16       | Kimi Räikkönen     | Alfa Romeo-Ferrari    | 1:31,088  | +2,242    | 6          |
| 17       | Lance Stroll       | Racing Point-Mercedes | 1:31,129  | +2,283    | 31         |
| 18       | Antonio Giovinazzi | Alfa Romeo-Ferrari    | 1:31,144  | +2,298    | 10         |
| 19       | George Russell     | Williams-Mercedes     | 1:31,904  | +3,058    | 32         |
| 20       | Robert Kubica      | Williams-Mercedes     | 1:32,932  | +4,086    | 37         |

### Harmadik szabadedzés
A bahreini nagydíj harmadik szabadedzését március 30-án, szombaton délután tartották, magyar idő szerint 13:00-tól.
| helyezés | versenyző          | csapat/motor          | elért idő | különbség | futott kör |
| -------- | ------------------ | --------------------- | --------- | --------- | ---------- |
| 1        | Charles Leclerc    | Ferrari               | 1:29,569  | −         | 15         |
| 2        | Sebastian Vettel   | Ferrari               | 1:29,738  | +0,169    | 16         |
| 3        | Lewis Hamilton     | Mercedes              | 1:30,334  | +0,765    | 10         |
| 4        | Valtteri Bottas    | Mercedes              | 1:30,389  | +0,820    | 12         |
| 5        | Romain Grosjean    | Haas-Ferrari          | 1:30,818  | +1,249    | 14         |
| 6        | Nico Hülkenberg    | Renault               | 1:30,910  | +1,341    | 12         |
| 7        | Lando Norris       | McLaren-Renault       | 1:30,955  | +1,386    | 15         |
| 8        | Max Verstappen     | Red Bull-Honda        | 1:30,959  | +1,390    | 10         |
| 9        | Carlos Sainz Jr.   | McLaren-Renault       | 1:30,965  | +1,396    | 14         |
| 10       | Danyiil Kvjat      | Toro Rosso-Honda      | 1:31,173  | +1,604    | 17         |
| 11       | Kimi Räikkönen     | Alfa Romeo-Ferrari    | 1:31,333  | +1,764    | 21         |
| 12       | Pierre Gasly       | Red Bull-Honda        | 1:31,392  | +1,823    | 13         |
| 13       | Kevin Magnussen    | Haas-Ferrari          | 1:31,540  | +1,971    | 13         |
| 14       | Lance Stroll       | Racing Point-Mercedes | 1:31,618  | +2,049    | 16         |
| 15       | Sergio Pérez       | Racing Point-Mercedes | 1:31,638  | +2,069    | 9          |
| 16       | Daniel Ricciardo   | Renault               | 1:31,643  | +2,074    | 11         |
| 17       | Alexander Albon    | Toro Rosso-Honda      | 1:31,679  | +2,110    | 17         |
| 18       | Antonio Giovinazzi | Alfa Romeo-Ferrari    | 1:32,132  | +2,563    | 21         |
| 19       | George Russell     | Williams-Mercedes     | 1:33,387  | +3,818    | 14         |
| 20       | Robert Kubica      | Williams-Mercedes     | 1:33,525  | +3,956    | 13         |

## Időmérő edzés
A bahreini nagydíj időmérő edzését március 30-án, szombaton este futották, magyar idő szerint 16:00-tól.
| helyezés              | rajtszám | versenyző          | csapat/motor          | 1. rész  | 2. rész  | 3. rész  | rajthely | futott kör |
| --------------------- | -------- | ------------------ | --------------------- | -------- | -------- | -------- | -------- | ---------- |
| 1                     | 16       | Charles Leclerc    | Ferrari               | 1:28,495 | 1:28,046 | 1:27,866 | 1        | 14         |
| 2                     | 5        | Sebastian Vettel   | Ferrari               | 1:28,733 | 1:28,356 | 1:28,160 | 2        | 14         |
| 3                     | 44       | Lewis Hamilton     | Mercedes              | 1:29,262 | 1:28,578 | 1:28,190 | 3        | 16         |
| 4                     | 77       | Valtteri Bottas    | Mercedes              | 1:29,498 | 1:28,830 | 1:28,256 | 4        | 15         |
| 5                     | 33       | Max Verstappen     | Red Bull-Honda        | 1:29,579 | 1:29,109 | 1:28,752 | 5        | 12         |
| 6                     | 20       | Kevin Magnussen    | Haas-Ferrari          | 1:29,532 | 1:29,017 | 1:28,757 | 6        | 15         |
| 7                     | 55       | Carlos Sainz Jr.   | McLaren-Renault       | 1:29,528 | 1:29,055 | 1:28,813 | 7        | 17         |
| 8                     | 8        | Romain Grosjean    | Haas-Ferrari          | 1:29,688 | 1:29,249 | 1:29,015 | 11[1]    | 17         |
| 9                     | 7        | Kimi Räikkönen     | Alfa Romeo-Ferrari    | 1:29,959 | 1:29,471 | 1:29,022 | 8        | 18         |
| 10                    | 4        | Lando Norris       | McLaren-Renault       | 1:29,381 | 1:29,258 | 1:29,043 | 9        | 18         |
| 11                    | 3        | Daniel Ricciardo   | Renault               | 1:29,859 | 1:29,488 |          | 10       | 12         |
| 12                    | 23       | Alexander Albon    | Toro Rosso-Honda      | 1:29,514 | 1:29,513 |          | 12       | 15         |
| 13                    | 10       | Pierre Gasly       | Red Bull-Honda        | 1:29,900 | 1:29,526 |          | 13       | 12         |
| 14                    | 11       | Sergio Pérez       | Racing Point-Mercedes | 1:29,893 | 1:29,756 |          | 14       | 12         |
| 15                    | 26       | Danyiil Kvjat      | Toro Rosso-Honda      | 1:29,876 | 1:29,854 |          | 15       | 10         |
| 16                    | 99       | Antonio Giovinazzi | Alfa Romeo-Ferrari    | 1:30,026 |          |          | 16       | 6          |
| 17                    | 27       | Nico Hülkenberg    | Renault               | 1:30,034 |          |          | 17       | 6          |
| 18                    | 18       | Lance Stroll       | Racing Point-Mercedes | 1:30,217 |          |          | 18       | 6          |
| 19                    | 63       | George Russell     | Williams-Mercedes     | 1:31,759 |          |          | 19       | 8          |
| 20                    | 88       | Robert Kubica      | Williams-Mercedes     | 1:31,799 |          |          | 20       | 8          |
| 107%-os idő: 1:34,689 |          |                    |                       |          |          |          |          |            |

Megjegyzés:
- ↑ 1:  — Romain Grosjean utólag 3 rajthelyes büntetést kapott, amiért a Q1-ben feltartotta Lando Norrist annak gyorskörén.[3]

## Futam
A bahreini nagydíj futama március 31-én, vasárnap este rajtolt, magyar idő szerint 17:10-kor.
| helyezés | rajtszám | versenyző          | csapat/motor          | futott kör | idő/kiesés oka   | rajthely | Abroncs | pont  |
| -------- | -------- | ------------------ | --------------------- | ---------- | ---------------- | -------- | ------- | ----- |
| 1        | 44       | Lewis Hamilton     | Mercedes              | 57         | 1:34:21,295      | 3        |         | 25    |
| 2        | 77       | Valtteri Bottas    | Mercedes              | 57         | +2,980           | 4        |         | 18    |
| 3        | 16       | Charles Leclerc    | Ferrari               | 57         | +6,131           | 1        |         | 16[2] |
| 4        | 33       | Max Verstappen     | Red Bull-Honda        | 57         | +6,408           | 5        |         | 12    |
| 5        | 5        | Sebastian Vettel   | Ferrari               | 57         | +36,068          | 2        |         | 10    |
| 6        | 4        | Lando Norris       | McLaren-Renault       | 57         | +45,754          | 9        |         | 8     |
| 7        | 7        | Kimi Räikkönen     | Alfa Romeo-Ferrari    | 57         | +47,470          | 8        |         | 6     |
| 8        | 10       | Pierre Gasly       | Red Bull-Honda        | 57         | +58,094          | 13       |         | 4     |
| 9        | 23       | Alexander Albon    | Toro Rosso-Honda      | 57         | +1:02,697        | 12       |         | 2     |
| 10       | 11       | Sergio Pérez       | Racing Point-Mercedes | 57         | +1:03,696        | 14       |         | 1     |
| 11       | 99       | Antonio Giovinazzi | Alfa Romeo-Ferrari    | 57         | +1:04,599        | 16       |         |       |
| 12       | 26       | Danyiil Kvjat      | Toro Rosso-Honda      | 56         | +1 kör           | 15       |         |       |
| 13       | 20       | Kevin Magnussen    | Haas-Ferrari          | 56         | +1 kör           | 6        |         |       |
| 14       | 18       | Lance Stroll       | Racing Point-Mercedes | 56         | +1 kör           | 18       |         |       |
| 15       | 63       | George Russell     | Williams-Mercedes     | 56         | +1 kör           | 19       |         |       |
| 16       | 88       | Robert Kubica      | Williams-Mercedes     | 55         | +2 kör           | 20       |         |       |
| 17[3]    | 27       | Nico Hülkenberg    | Renault               | 53         | erőforrás        | 17       |         |       |
| 18[3]    | 3        | Daniel Ricciardo   | Renault               | 53         | erőforrás        | 10       |         |       |
| 19[3]    | 55       | Carlos Sainz Jr.   | McLaren-Renault       | 53         | sebességváltó    | 7        |         |       |
| ki       | 8        | Romain Grosjean    | Haas-Ferrari          | 16         | baleseti sérülés | 11       |         |       |

Megjegyzés:
- ↑ 2:  — Charles Leclerc a helyezéséért járó pontok mellett a versenyben futott leggyorsabb körért további 1 pontot szerzett.
- ↑ 3:  — Nico Hülkenberg, Daniel Ricciardo és Carlos Sainz Jr. nem értek célba, de helyezésüket értékelték, mert teljesítették a versenytáv több, mint 90%-át.

## A világbajnokság állása a verseny után
| H   | Versenyzők       | Pont | H   | Konstruktőrök             | Pont |
| --- | ---------------- | ---- | --- | ------------------------- | ---- |
| 1.  | Valtteri Bottas  | 44   | 1.  | Mercedes                  | 87   |
| 2.  | Lewis Hamilton   | 43   | 2.  | Ferrari                   | 48   |
| 3.  | Max Verstappen   | 27   | 3.  | Red Bull-Honda            | 31   |
| 4.  | Charles Leclerc  | 26   | 4.  | Alfa Romeo-Ferrari        | 10   |
| 5.  | Sebastian Vettel | 22   | 5.  | McLaren-Renault           | 8    |
| 6.  | Kimi Räikkönen   | 10   | 6.  | Haas-Ferrari              | 8    |
| 7.  | Lando Norris     | 8    | 7.  | Renault                   | 6    |
| 8.  | Kevin Magnussen  | 8    | 8.  | Toro Rosso-Honda          | 3    |
| 9.  | Nico Hülkenberg  | 6    | 9.  | Racing Point-BWT Mercedes | 3    |
| 10. | Pierre Gasly     | 4    | 10. | Williams-Mercedes         | 0    |

(A teljes táblázat)

## Statisztikák
- Vezető helyen:
  - Sebastian Vettel: 6 kör (1-5 és 14)
  - Charles Leclerc: 41 kör (6-13 és 15-47)
  - Lewis Hamilton: 10 kör (48-57)
- Charles Leclerc 1. pole-pozíciója és 1. versenyben futott leggyorsabb köre.
- Lewis Hamilton 74. futamgyőzelme.
- A Mercedes 89. futamgyőzelme.
- Lewis Hamilton 136., Valtteri Bottas 32., Charles Leclerc 1. dobogós helyezése.
- Charles Leclerc lett az első monacói nemzetiségű Formula–1-es versenyző, aki pole pozícióból (egyúttal aki első rajtsorból) indulhatott, valamint minden idők második legfiatalabb első rajtkockából induló versenyzője Sebastian Vettel után.[5]